# Principio maximal de Hausdorff
El principio maximal de Hausdorff es una consecuencia del axioma de elección, fue publicado por primera vez en un artículo en alemán de 1909, que no causó gran conmoción en su momento, sino hasta 1935 cuando Max Zorn lo publicó nuevamente.

En un conjunto parcialmente ordenado cualquier subconjunto totalmente ordenado está contenido en un subconjunto maximal (respecto a la propiedad de ser totalmente ordenado)

Una de las aplicaciones más interesantes sobre esta equivalencia del axioma de elección al álgebra lineal es el siguiente enunciado:

Todo espacio vectorial tiene al menos una base.

El cual no se puede demostrar sin el principio maximal, aunque para espacios vectoriales de dimensión finita (como {\displaystyle R^{n}}) no es necesario.